# Hothouse Flowers
Hothouse Flowers är en irländsk rockgrupp bildad 1985.
Bland framgångarna finns singlarna "I can see clearly now" från 1990 (en cover av Johnny Nashs sång från 1972) och "Don't go" från 1988 vilka nådde 11:e respektive 23:e på den brittiska singellistan. "Don't go" nådde som högst sjätte plats på Sverigetopplistan.
Debutalbumet People från 1988 nådde andra plats som bäst på Englandslistan.

## Diskografi

### Album
- People, 1988
- Home, 1990
- Songs From the Rain, 1993
- Born, 1998
- The Vaults vol 1, 2003
- Into Your Heart, 2004
- Let's Do This Thing, 2016